# Felidae
I Felidi (Felidae Fischer von Waldheim, 1817) sono una famiglia di mammiferi dell'ordine dei carnivori.
Questo gruppo include due sottofamiglie: i panterini (leone, tigre, leopardo, giaguaro) e i felini (ghepardo, puma, lince, gatto domestico). I felidi sono la famiglia con abitudini più strettamente carnivore dell'intero ordine dei carnivori. Il più noto è il gatto (sottospecie Felis silvestris catus), che divenne animale domestico migliaia di anni fa. Il suo parente più stretto, il gatto selvatico, vive ancora nei boschi di Europa, Asia e Africa, anche se la distruzione del suo habitat ne ha ridotto l'areale. Vi sono controversie riguardanti la classificazione come specie a sé stante del gatto domestico rispetto al gatto selvatico.
Si usano anche i termini "grandi felini" (o panterini) per indicare gli appartenenti al genere Panthera e "piccoli felini" del genere Felis (rappresentati principalmente dal gatto). Questi due gruppi, pur presentando molte caratteristiche in comune, si distinguono non solo per la taglia: la differenza più evidente è che i piccoli felini, che hanno un osso chiamato ioide alla base della lingua, possono fare le fusa ma non ruggire; al contrario i grandi felini, con una cartilagine flessibile al posto dell'osso, possono ruggire ma non fare le fusa con continuità. Altra differenza è che la pupilla dei piccoli felini ha un taglio verticale, mentre i grandi felini tendono ad avere tagli ovali o rotondi. Esistono però delle eccezioni: il leopardo delle nevi, ad esempio, è classificato tra i grandi felini, ma non ruggisce e si ciba stando rannicchiato al pari dei piccoli felini.
Altri felidi ben conosciuti includono specie di dimensioni ben maggiori, come leone, tigre, leopardo, giaguaro, puma e ghepardo. Altri felidi di dimensioni intermedie sono lince europea, caracal e lince rossa. Il gruppo comprende anche la sottofamiglia estinta delle cosiddette tigri dai denti a sciabola, come il ben noto Smilodon.

## Evoluzione
I felidi primitivi si svilupparono nel corso dell'Oligocene, circa 30 milioni di anni fa, a partire da antenati simili a viverridi (ad es. Palaeoprionodon e Stenoplesictis). Questi "gatti" arcaici, come Proailurus, rinvenuto in Francia, avevano un corpo lungo e zampe più corte rispetto ai felidi attuali; la dentatura, inoltre, era più primitiva. Erano però già presenti gli adattamenti per una vita parzialmente arboricola. Felidi successivi, come Pseudaelurus vissuto in Europa e in Nordamerica tra 20 e 9 milioni di anni fa, della taglia di un puma, sono spesso considerati gli antenati diretti delle forme attuali. Probabilmente il più vicino all'origine dei "gatti" odierni è Pristifelis, vissuto 10 milioni di anni fa e forse derivato da un animale simile a Leptofelis. La famiglia dei felidi produsse anche le cosiddette tigri dai denti a sciabola, riunite nella sottofamiglia Machairodontinae, caratterizzate dall'enorme sviluppo dei canini superiori. Vi furono anche altre forme meno note di incerta collocazione sistematica, come Dinofelis.
Vi sono attualmente 46 specie note di felidi nel mondo, evolutesi tutte a partire da un antenato comune circa 10 milioni di anni fa. Questo gruppo si originò in Asia e si disperse attraverso i continenti passando per ponti di terra. Come riportato dalla rivista Science, analisi del DNA condotte da Warren Johnson e Stephen O'Brien del National Cancer Institute degli Stati Uniti hanno dimostrato che gli antichi felidi si svilupparono in otto differenti linee evolutive, che si diffusero in almeno dieci diverse migrazioni da continente a continente attraverso Beringia e l'Istmo di Panama. Le specie del genere Panthera sono le più antiche, mentre il genere Felis si è diversificato recentemente.
Quando i continenti si separarono, le diversità dell'ambiente e del clima stimolarono la nascita di nuove specie; quindi circa 7 milioni di anni fa i rami della lince e dell'ocelotto in Nordamerica presero una via evolutiva diversa dai progenitori originari. In una epoca più recente, circa 2-3 milioni di anni fa, a causa di una glaciazione e della deriva dei continenti, il Nordamerica si unì al Sudamerica e alcuni felini si trasferirono verso il sud sostituendo i vecchi carnivori originari. Si stima che il sessanta per cento delle specie attuali sia apparso nell'ultimo milione di anni. Prima di questa scoperta, i biologi non erano stati in grado di sviluppare un albero filogenetico dettagliato a partire dai soli resti fossili.
La famiglia dei nimravidi (Nimravidae), che raggruppa specie molto primitive ed eccezionalmente simili ai felidi attuali (un esempio di convergenza evolutiva), era un tempo erroneamente classificata all'interno della famiglia dei felidi. Altre forme, più specializzate, sono state raggruppate nella famiglia dei barbourofelidi (Barbourofelidae).

## Classificazione

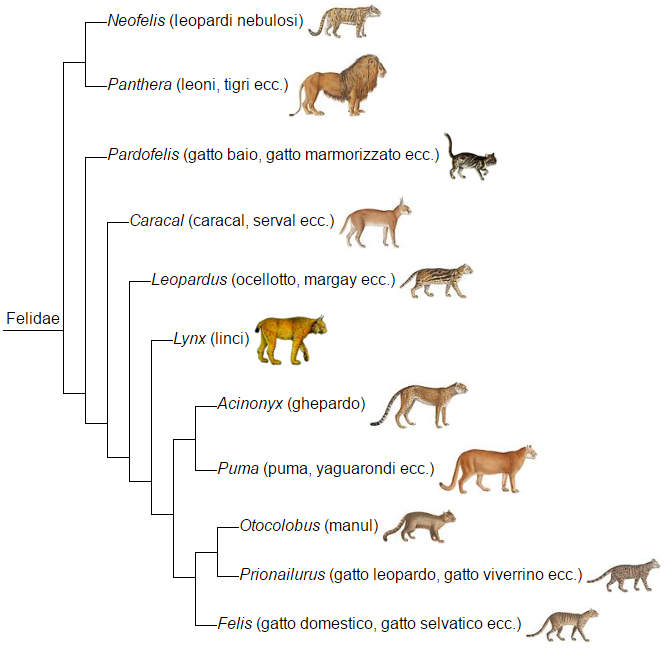
Albero filogenetico

Per i felidi moderni sono oggi ampiamente riconosciute otto linee evolutive, che insieme costituiscono la sottofamiglia dei Felinae. In quanto linea evolutiva più antica e distinta, Panthera è talvolta considerata una sottofamiglia a parte (Pantherinae), ma andrebbe più correttamente trattata come una linea evolutiva insieme ai Felinae:
- Linea evolutiva Panthera
  - Genere Panthera Oken, 1816
    - Panthera tigris (Linnaeus, 1758) - tigre
    - Panthera leo (Linnaeus, 1758) - leone
    - Panthera pardus (Linnaeus, 1758) - leopardo
    - Panthera onca (Linnaeus, 1758) - giaguaro
    - Panthera uncia (von Schreber, 1775) - leopardo delle nevi

  - Genere Neofelis Gray, 1867
    - Neofelis nebulosa (Griffith, 1821) - leopardo nebuloso
    - Neofelis diardi G. Cuvier, 1823 - leopardo nebuloso del Borneo
- Linea evolutiva Puma
  - Genere Puma Jardine, 1834
    - Puma concolor (Linnaeus, 1771) - puma

  - Genere Herpailurus Severtzov, 1858
    - Herpailurus yagouaroundi (É. Geoffroy Saint-Hilaire, 1803) - yaguarondi

  - Genere Acinonyx Brookes, 1828
    - Acinonyx jubatus (Schreber, 1775) - ghepardo
- Linea evolutiva Leopardus
  - Genere Leopardus Gray, 1842
    - Leopardus pardalis (Linnaeus, 1758) - ocelotto
    - Leopardus wiedii (Schinz, 1821) - margay
    - Leopardus geoffroyi (d'Orbigny e P. Gervais, 1844) - gatto di Geoffroy
    - Leopardus guigna (G. I. Molina, 1782) - kodkod
    - Leopardus guttulus (Hensel, 1872) - gatto tigre meridionale
    - Leopardus emiliae (O. Thomas, 1914) - gatto tigre orientale
    - Leopardus tigrinus (von Schreber, 1775) - gatto tigre settentrionale
    - Leopardus colocola (G. I. Molina, 1782) - colocolo
    - Leopardus braccatus (Cope, 1889) - gatto del Pantanal
    - Leopardus fasciatus (Larrañaga, 1923) - gatto di Muñoa
    - Leopardus pajeros (Desmarest, 1816) - gatto delle pampas
    - Leopardus garleppi (Matschie, 1912) - gatto di Garlepp
    - Leopardus jacobita (Cornalia, 1865) - gatto delle Ande
- Linea evolutiva Prionailurus
  - Genere Otocolobus Brandt, 1842
    - Otocolobus manul (Pallas, 1776) - gatto di Pallas

  - Genere Prionailurus Severtzov, 1858
    - Prionailurus planiceps (Vigors e Horsfield, 1827) - gatto a testa piatta
    - Prionailurus viverrinus (Bennett, 1833) - gatto pescatore
    - Prionailurus rubiginosus (I. Geoffroy Saint-Hilaire, 1831) - gatto rugginoso
    - Prionailurus bengalensis (Kerr, 1792) - gatto leopardo
    - Prionailurus javanensis (Desmarest, 1816) - gatto della Sonda
- Linea evolutiva Caracal
  - Genere Leptailurus Severtzov, 1858
    - Leptailurus serval (von Schreber, 1776) - serval

  - Genere Caracal Gray, 1843
    - Caracal caracal (von Schreber, 1776) - caracal
    - Caracal aurata (Temminck, 1827) - gatto dorato africano
- Linea evolutiva Felis
  - Genere Felis Linnaeus, 1758
    - Felis silvestris Schreber, 1777 - gatto selvatico europeo
    - Felis catus Linnaeus, 1758 - gatto domestico
    - Felis lybica Forster, 1780 - gatto selvatico africano
    - Felis bieti Milne-Edwards, 1892 - gatto di Biet
    - Felis chaus Schreber, 1777 - gatto della giungla
    - Felis margarita Loche, 1858 - gatto delle sabbie
    - Felis nigripes Burchell, 1824 - gatto dai piedi neri
- Linea evolutiva Lynx
  - Genere Lynx Kerr, 1792
    - Lynx canadensis Kerr, 1792 - lince canadese
    - Lynx pardinus (Temminck, 1827) - lince iberica
    - Lynx lynx (Linnaeus, 1758) - lince eurasiatica
    - Lynx rufus (von Schreber, 1777) - lince rossa
- Linea evolutiva Pardofelis
  - Genere Catopuma Severtzov, 1858
    - Catopuma temminckii (Vigors e Horsfield, 1827) - gatto dorato asiatico
    - Catopuma badia (J. E. Gray, 1874) - gatto dorato del Borneo

  - Genere Pardofelis Severtzov, 1858
    - Pardofelis marmorata (W. Martin, 1837) - gatto marmorizzato